# غاويج (غزيك)
غاويج (بالفارسية: گاویج) هي مستوطنة تقع في إيران في قسم غزیك الريفي. يقدر عدد سكانها بـ 484 نسمة بحسب إحصاء 2016.